# Учителски глас (1910 – 1912)
„Учителски глас“ с подзаглавие Орган на Българския учителски съюз в Отоманската държава е български вестник, излизал в Солун от 1910 до 1912 година.
Печата се в печатницата на Коне Самарджиев, както и в печатниците „Кирил Тенчов“ и „Аквароне“. Излиза два пъти в месеца.
| Годишнина | Броеве | Дата                                  |
| --------- | ------ | ------------------------------------- |
| I         | 1 – 23 | 15 юни 1910 – 18 юни 1911             |
| II        | 1 – 31 | 7 септември 1911 – 11 август 1912     |
| III       | 1 – 2  | 13 септември 1912 – 20 септември 1912 |

Редактор-стопанин и отговорник му е Михаил С. Шурков. Мотото на вестника е Дружбата е сила. Един за всички и всички за един. От II 5 подзаглавието е Орган на Съюза на отоманските български учители. Излиза три пъти в месеца. От III излиза всяка събота. От I 5 редактор-стопанин и отговорник е Георги Баждаров, от II 5 - Георги Грашев, а от III отговорен редактор е Анастас Митрев. В редакцията участва и Сребрен Поппетров. Във вестника се засягат както професионални въпроси, така и положението на българите в Македония. Критикува строителната политика на Екзархията. Бори се за защита на интересите на учителите.